# Mortal Instruments: Město z kostí
Mortal Instruments: Město z kostí je americký film z roku 2013, inspirovaný knižní sérii Nástroje smrti od Cassandry Clare. Hlavními hvězdami jsou Lily Collins, Jamie Campbell Bower, Robert Sheehan, Kevin Zegers, Jemima West, Godfrey Gao, Lena Headeyová, Jonathan Rhys Meyers, Aidan Turner, Kevin Durand a Jared Harris. Film měl premiéru 21. srpna 2013 ve Spojených státech.

## Obsazení
- Lily Collins jako Clary Fray
- Hope Fleury jako malá Clary
- Jamie Campbell Bower jako Jace Wayland
- Robert Sheehan jako Simon Lewis
- Kevin Zegers jako Alec Lightwood
- Lena Headeyová jako Jocelyn Fray
- Aidan Turner jako Luke Garroway
- Kevin Durand jako Emil Pangborn
- Jemima West jako Isabelle Lightwood
- Godfrey Gao jako Magnus Bane
- C. C. H. Pounder jako Madam Dorothea
- Jared Harris jako Hodge Starkweather
- Jonathan Rhys Meyers jako Valentine Morgenstern
- Chris Ratz jako Eric
- Robert Maillet jako Samuel Blackwell
- Stephen R. Hart jako Bratr Jeremiah
- Elyas M’Barek jako upír
- Chad Connell jako Lambert
- Harry Van Gorkum jako Alaric/Vlkodlak

## Produkce
9. prosince 2010 bylo oznámeno, že Lily Collins byla obsazena do role Clary Fray. Alexovi Pettyferovi byla nabídnuta role Jace Waylanda, ale roli odmítl. O roli se také snažili Alexander Ludwig, Ed Speleers a Leebo Freeman, ale roli získal Jamie Campbell Bower. Xavier Samuel, Nico Tortorella, Max Irons a Douglas Booth byli také zvažování.

### Natáčení
Film se natáčel od 20. srpna do 7. listopadu 2012 v Torontu a Hamiltonu v Kanadě a v New York City.

## Hudba
Soundtrackové album vydala nahrávací společnost Republic Records 20. srpna 2013. Na albu se objevili umělci jako Demi Lovato, Zedd, Colbie Caillat, AFI a Jessie J.
Album se umístilo na 32. místě žebříčku Billboard 200. Písnička Almost Is Never Enough od Ariany Grande a Nathana Sykese ze skupiny The Wanted debutovala na 84. místě žebříčku Billboard Hot 100.